# Absentia (film)
Absentia este un film de groază din 2011 scris și regizat de Mike Flanagan. Filmul prezintă două surori care încep să-și facă o idee despre o serie de dispariții misterioase într-un tunel de rău augur aflat în apropiere de casa lor. A câștigat numeroase premii la festivaluri de film.

## Actori
- Katie Parker este Callie
- Courtney Bell este Tricia
- Dave Levine este Det. Mallory
- Justin Gordon este Det. Lonergan
- Morgan Peter Brown este Daniel
- James Flanagan este Jamie Lambert
- Scott Graham este Dr. Elliott
- Ian Gregory este Mitch
- Doug Jones este Walter Lambert
- Connie Ventress este Ruth

## Premiera și distribuție

### Prezentări la festivaluri de film
Absentia a avut premiera la 3 martie 2011 la Festivalul de Film Fargo și apoi a apărut în mai multe festivaluri prezentate mai jos. 
| Regiune        | Data               | Festival                                        |
| -------------- | ------------------ | ----------------------------------------------- |
| Statele Unite  | 03 martie 2011     | Fargo Film Festival                             |
| Statele Unite  | 10 martie 2011     | San Luis Obispo International Film Festival     |
| Statele Unite  | 01 aprilie 2011    | Phoenix Film Festival                           |
| Australia      | 08 aprilie 2011    | A Night of Horror International Film Festival   |
| Statele Unite  | 08 aprilie 2011    | Arizona International Film Festival             |
| Statele Unite  | 08 aprilie 2011    | Sonoma International Film Festival              |
| Statele Unite  | 04 iunie 2011      | Pittsburgh Horror Film Festival                 |
| United States  | 06 iunie 2011      | Another Hole in The Head Film Festival          |
| Statele Unite  | 22 iulie 2011      | Blue Whiskey Independent Film Festival          |
| Statele Unite  | 23 iulie 2011      | Action On Film International Film Festival      |
| Statele Unite  | 23 iulie 2011      | Fright Night Film Festival                      |
| Canada         | 28 iulie 2011      | Fantasia Film Festival                          |
| United States  | 18 septembrie 2011 | Maelstrom International Fantastic Film Festival |
| United States  | 24 septembrie 2011 | Chicago Horror Film Festival                    |
| Canada         | 29 septembrie 2011 | Edmonton International Film Festival            |
| United States  | 30 septembrie 2011 | Big Bear Horro-Fi Film Festival                 |
| United States  | 01 octombrie 2011  | ShockerFest International Film Festival         |
| United States  | 02 octombrie 2011  | Shriekfest                                      |
| United States  | 08 octombrie 2011  | Freak Show Horror Film Festival                 |
| United States  | 14 octombrie 2011  | All Things Horror Presents Shudder Fest         |
| United States  | 22 octombrie 2011  | Sacramento Horror Film Festival                 |
| United States  | 22 octombrie 2011  | Thriller! Chiller! Film Festival                |
| Canada         | 24 octombrie 2011  | Toronto After Dark Film Festival                |
| United States  | 26 octombrie 2011  | Buffalo Screams Horror Film Festival            |
| Italy          | 26 octombrie 2011  | Ravenna Nightmare Film Festival                 |
| United States  | 27 octombrie 2011  | Eerie Horror Film Festival                      |
| United States  | 28 octombrie 2011  | Rhode Island International Horror Film Festival |
| United States  | 29 octombrie 2011  | New Orleans Horror Film Festival                |
| United States  | 31 octombrie 2011  | Frank N' Con                                    |
| United Kingdom | 31 octombrie 2011  | Bram Stoker International Film Festival         |
| Indonesia      | 14 noiembrie 2011  | Indonesia International Fantastic Film Festival |

### Home Release
Filmul a fost distribuit la cerere de Phase 4 Films în America de Nord.

## Premii
Absentia a obținut diferite premii la mai multe categorii, cum ar fi scenariu, regia, montaj, interpretarea actoricească, etc. 
| An   | Festival                                        | Premii                          | Primitori                    |
| ---- | ----------------------------------------------- | ------------------------------- | ---------------------------- |
| 2011 | Shriekfest                                      | Best Horror Feature Film        | Mike Flanagan                |
| 2011 | Sacramento Horror Film Festival                 | Best of Festival (Feature Film) | Mike Flanagan                |
| 2011 | Maelstrom International Fantastic Film Festival | Best Feature (Jury Award)       | Mike Flanagan                |
| 2011 | Freak Show Horror Film Festival                 | Best Horror Feature             | Mike Flanagan                |
| 2011 | Sonoma International Film Festival              | Best Narrative Feature          | Mike Flanagan                |
| 2011 | Phoenix Film Festival                           | Best Horror Feature             | Mike Flanagan                |
| 2011 | Rhode Island Horror Film Festival               | First Place                     | Mike Flanagan                |
| 2011 | ShockerFest International Film Festival         | Best Horror Feature             | Mike Flanagan                |
| 2011 | Buffalo Screams Film Festival                   | Best Horror Feature             | Mike Flanagan                |
| 2011 | Buffalo Screams Film Festival                   | Best Director (Feature)         | Mike Flanagan                |
| 2011 | Buffalo Screams Film Festival                   | Best Screenplay (Feature)       | Mike Flanagan                |
| 2011 | New Orleans Horror Film Festival                | Best Screenplay                 | Mike Flanagan                |
| 2011 | Thriller! Chiller! Film Festival                | Best Thrill Award               | Mike Flanagan                |
| 2011 | A Night of Horror International Film Festival   | Director's Choice Award         | Mike Flanagan                |
| 2011 | Tabloid Witch Awards                            | Best Horror Feature Film        | Mike Flanagan                |
| 2011 | Tabloid Witch Awards                            | Best Actress                    | Katie Parker & Courtney Bell |
| 2011 | Tabloid Witch Awards                            | Best Actor                      | Dave Levine                  |
| 2011 | Tabloid Witch Awards                            | Best Supporting Actor           | Morgan Peter Brown           |
| 2011 | Tabloid Witch Awards                            | Best Sound                      | Richard Ragon                |
| 2011 | Blue Whiskey Independent Film Festival          | Best Sound                      | Gypsy Sound                  |
| 2011 | Fargo Film Festival                             | Honorable Mention               | Mike Flanagan                |